# Лебедев, Александр Григорьевич
Алекса́ндр Григо́рьевич Ле́бедев (род. 11 апреля 1946, Москва) — советский легкоатлет, специалист по бегу на короткие дистанции. Выступал за сборную СССР по лёгкой атлетике в 1964—1975 годах, обладатель серебряной медали чемпионата Европы, серебряный и бронзовый призёр Европейских легкоатлетических игр, многократный победитель первенств всесоюзного значения. Мастер спорта СССР международного класса.

## Биография
Александр Лебедев родился 11 апреля 1946 года в Москве.
Занимался лёгкой атлетикой в Москве под руководством заслуженного тренера СССР Зои Евсеевны Петровой, выступал за Вооружённые Силы.
Впервые заявил о себе на международном уровне в сезоне 1964 года, когда вошёл в состав советской сборной и выступил на Европейских юниорских легкоатлетических играх в Варшаве, где стал серебряным призёром в индивидуальном беге на 100 метров и в эстафете 4 × 100 метров.
В 1965 году с московской эстафетной командой выиграл серебряную медаль на чемпионате СССР в Алма-Ате.
Летом 1966 года на соревнованиях в Одессе установил рекорд СССР на 100-метровой дистанции — 10,2. Бежал 100 метров на чемпионате Европы в Будапеште, сумел дойти до стадии полуфиналов.
В 1967 году получил серебро в беге на 50 метров на Европейских легкоатлетических играх в помещении в Праге, тогда как на чемпионате страны в рамках IV летней Спартакиады народов СССР в Москве взял бронзу в беге на 200 метров и одержал победу в эстафете 4 × 100 метров.
В 1968 году победил в эстафете 182+364+546+728 м (1+2+3+4 круга) на Европейских легкоатлетических играх в помещении в Мадриде.
На чемпионате Европы 1969 года в Афинах вместе с соотечественниками Владиславом Сапея, Николаем Ивановым и Валерием Борзовым завоевал серебряную награду в эстафете 4 × 100 метров, уступив только команде Франции. Позднее на чемпионате СССР по эстафетному бегу в Ужгороде занял первое место в той же дисциплине.
В 1970 году выиграл бронзовую медаль в беге на 200 метров на чемпионате СССР в Минске.
В 1971 году на чемпионате страны в рамках V летней Спартакиады народов СССР в Москве стал бронзовым призёром в зачёте 200 метров и в эстафете 4 × 100 метров. В эстафетной гонке на чемпионате Европы в Хельсинки был пятым.
В 1972 году с командой Вооружённых Сил выиграл эстафету 4 × 100 метров на чемпионате СССР в Москве.
На всесоюзном чемпионате 1973 года в Москве вновь победил в эстафете.
В 1975 году в эстафете 4 × 100 метров стал серебряным призёром на чемпионате страны в рамках VI летней Спартакиады народов СССР в Москве.
За выдающиеся спортивные достижения удостоен почётного звания «Мастер спорта СССР международного класса».
Младший брат Михаил (род. 1950) — так же титулованный бегун-спринтер, победитель и призёр крупных всесоюзных стартов.